# Jöns Erik Angelin
Jöns Erik Angelin (under några år 1803 och fram till kort före sin död Angelini), född 27 augusti 1779 i Skurups socken, död 27 november 1807, var en svensk ämbetsman, författare och översättare.
Angelin var son till kyrkoherde Jonas Angelin. Han blev student vid Lunds universitet 1792, disputerade 1797 och avlade examen 1802. Som författare debuterade han 1801 med diktsamlingen Ungdomsarbeten, som kom att kritiseras hårt av Gustaf Abraham Silverstolpe i dennes Journal för svensk litteratur. 1802 avlade han examen för inträde i Kunglig majestäts kansli, blev extraordinarie kanslist, kopist samma år och ordinarie kanslist inom inrikes civilexpeditionen. Under tiden fortsatte han sin författarverksamhet, men gjorde sig främst känd som översättare. 1803 utgav han Särskilda folkslags tankar om verldens daning, själarnas odödlighet och en Gud, 1803-04 utkom den från franskan översatta Encyklopedi för barn eller ett kort sammandrag af alla wettenskaper, 1804-14 Handbok för fruntimmer i äldre och nyare historien och 1806 Mamsell Ninon Lenclos lefverne och bref till markis Sevigné.